# Giulio Cesare da Varano
Giulio Cesare da Varano auch di Varano oder de Varano genannt (* 1430; † 1502 in Pergola) war ein italienischer Herrscher, Herr (Herzog) von Camerino und Condottiere.

## Leben
Giulio Cesare da Varano war Sohn des Herrn von Camerino, das nominell zum Kirchenstaat gehörte. Er wurde Nachfolger seines Vaters Giovanni im Jahre 1444. Er diente den Päpsten als Heerführer: zuerst seit 1469 Paul II. und später Papst Sixtus IV.
1482 trat er in die Dienste des Königreichs Aragon. In den Auseinandersetzungen zwischen Päpsten und der Republik Venedig in den 1490er Jahren wurde er Generalkommandant der Republik.
Cesare Borgia bemühte sich 1502 ein eigenes mittelitalienisches Reich zu errichten, das aus Teilen des Kirchenstaats seines Vaters, des Papstes Alexander VI. und weiteren Eroberungen bestehen sollte. Er ließ nach der Einnahme von Camerino durch Verrat im Jahre 1502 Giulio Cesare mit seinen drei Söhnen verhaften und in die Festung Pergola bringen. Dort wurde Giulio Cesare von Cesare Borgias Condottiere Michelotto Corella, der ihm die Kehle durchschnitt, ermordet.
Giulio Cesares Tochter Camilla Battista Varano wurde am 20. Oktober 2010 von Papst Benedikt XVI. heiliggesprochen.